# Julia Zorn
Julia Zorn (* 6. Februar 1990 in Gräfelfing) ist eine deutsche Eishockeyspielerin und -trainerin, die ihre Karriere als Torhüterin begann und seit 2009 als Stürmerin aufläuft. Zwischen 2003 und 2024 spielte sie für den ESC Planegg in der Fraueneishockey-Bundesliga.

## Karriere
Julia Zorn erlernte im Alter von sechs Jahren das Eishockeyspiel. Ihr erster Verein waren die Wanderers Germering, bei denen sie die männlichen Nachwuchsmannschaften durchlief. Parallel kam sie ab der Saison 2003/04 für die Frauenmannschaft des ESC Planegg in der Fraueneishockey-Bundesliga zum Einsatz. Zudem wurde sie 2006 erstmals in die U18-Nationalmannschaft berufen.
Während der Saison 2008/09 entschied sie sich zu einem Wechsel von der Torhüter- auf die Stürmerposition, da es ihr „im Tor keinen Spaß mehr gemacht [hat]“. „Ich habe gemerkt, dass mich das Spiel im Feld mit mehr Freude erfüllt und wollte das unbedingt machen.“
Zwischen 2007 und 2009 war sie neben dem ESC Planegg beim EV Landsberg 2000 in der Jugend-Bundesliga aktiv, anschließend beim EC Peiting in der Junioren-Bundesliga. Beim EC Peiting spielte sie sowohl als Torhüter, als auch im Angriff. Mit dem ESC Planegg gewann sie während dieser Zeit mehrere deutsche Meistertitel, darunter fünf Meistertitel in Folge von 2011 bis 2015, die Meisterschaft der Elite Women’s Hockey League 2009/10 und den EWHL Super Cup 2012 und 2013.
Julia Zorn studierte im Studiengang Wissenschaftliche Grundlagen des Sports an der TU München und beendete ihr Studium 2017 mit einem Master-Abschluss in „Diagnostik und Training“.
Zorn gehörte zwischen September 2013 und Mai 2022 der Sportfördergruppe der Bundeswehr an. In der Saison 2021/22 spielte sie parallel beim ESV Bad Bayersoien im Amateur-Männerbereich, seit 2022 beim TSV Schliersee in der Landesliga respektive Bezirksliga. Beruflich ist sie seit etwa 2022 als Nachwuchstrainerin aktiv, unter anderem beim HC Landsberg, TEV Miesbach und der U16-Nationalamannschaft, zudem ist sie TV-Expertin bei Sky Sport für Eishockeyübertragungen.

### International
Julia Zorn nahm im Juniorenbereich als Torhüterin an der U18-Weltmeisterschaft 2008 teil.
Seit 2009 gehört sie zum festen Stamm des Frauen-Nationalteams und nahm mit dieser – nun als Stürmerin – an der Frauen-Weltmeisterschaft der Division I 2009 und 2011 in Ravensburg teil. Mit einem Tor und einer Vorlage trug sie 2011 zum Wiederaufstieg in die Top-Division bei. Bei der Frauen-Weltmeisterschaft 2012 belegte sie mit dem Frauen-Nationalteam den siebten, beim Turnier im folgenden Jahr den fünften Platz. 2017 erreichte sie als Aufsteiger mit der Nationalmannschaft das Halbfinale und Platz 4, was noch keiner Nationalmannschaft zuvor bei einer Weltmeisterschaft gelungen war.
Zwischen 2014 und 2022 führte sie die Nationalmannschaft als Mannschaftskapitän an. 2022 beendete sie ihre internationale Karriere in der Nationalmannschaft nach 244 Länderspielen, in denen sie 57 Treffer sowie 45 Assists erzielte.

## Erfolge und Auszeichnungen
| - 2005 Gewinn des DEB-Pokals mit dem ESC Planegg - 2007 Deutscher Vizemeister mit dem ESC Planegg - 2007 Deutscher Vizemeister mit dem ESC Planegg - 2008 Deutscher Meister mit dem ESC Planegg - 2009 Deutscher Vizemeister mit dem ESC Planegg - 2010 Gewinn der Elite Women’s Hockey League mit dem ESC Planegg - 2010 Gewinn des DEB-Pokals mit dem ESC Planegg - 2010 Deutscher Vizemeister mit dem ESC Planegg - 2011 Deutscher Meister mit dem ESC Planegg - 2011 Aufstieg in die Top-Division bei der Weltmeisterschaft der Division I - 2012 Gewinn des EWHL Super Cups mit dem ESC Planegg - 2012 Gewinn des DEB-Pokals mit dem ESC Planegg | - 2012 Deutscher Meister mit dem ESC Planegg - 2013 Deutscher Meister mit dem ESC Planegg - 2013 Gewinn des EWHL Super Cups mit dem ESC Planegg - 2014 Deutscher Meister mit dem ESC Planegg - 2015 Deutscher Meister mit dem ESC Planegg - 2015 Gewinn des DEB-Pokals mit dem ESC Planegg - 2016 Aufstieg in die Top-Division bei der Weltmeisterschaft der Division I - 2016 Deutscher Vizemeister mit dem ESC Planegg - 2017 Deutscher Meister mit dem ESC Planegg - 2018 Deutscher Vizemeister mit dem ESC Planegg - 2019 Deutscher Vizemeister mit dem ESC Planegg |

## Karrierestatistik

### International
(Legende zur Torhüterstatistik: GP oder Sp = Spiele insgesamt; W oder S = Siege; L oder N = Niederlagen; T oder U oder OT = Unentschieden oder Overtime- bzw. Shootout-Niederlage; Min. = Minuten; SOG oder SaT = Schüsse aufs Tor; GA oder GT = Gegentore; SO = Shutouts; GAA oder GTS = Gegentorschnitt; Sv% oder SVS% = Fangquote; EN = Empty Net Goal; 1 Play-downs/Relegation; Kursiv: Statistik nicht vollständig)
(Legende zur Spielerstatistik: Sp oder GP = absolvierte Spiele; T oder G = erzielte Tore; V oder A = erzielte Assists; Pkt oder Pts = erzielte Scorerpunkte; SM oder PIM = erhaltene Strafminuten; +/− = Plus/Minus-Bilanz; PP = erzielte Überzahltore; SH = erzielte Unterzahltore; GW = erzielte Siegtore; 1 Play-downs/Relegation; Kursiv: Statistik nicht vollständig)